# Oh, vilket makalöst krig
Oh, vilket makalöst krig (engelska: Oh! What a Lovely War) är en brittisk musikalisk komedifilm från 1969 i regi av Richard Attenborough. Filmen är ensemblefilm, med bland andra Maggie Smith, Dirk Bogarde, John Gielgud, John Mills, Kenneth More, Laurence Olivier, Jack Hawkins, Corin Redgrave, Michael Redgrave, Vanessa Redgrave, Ralph Richardson, Ian Holm, Paul Shelley, Malcolm McFee, Jean-Pierre Cassel, Edward Fox, Susannah York, Phyllis Calvert och Maurice Roëves i rollerna.

## Rollista i urval
- Wendy Allnutt – Flo Smith
- Colin Farrell – Harry Smith
- Malcolm McFee – Freddie Smith
- John Rae – Grandpa Smith
- Corin Redgrave – Bertie Smith
- Maurice Roëves – George Smith
- Paul Shelley – Jack Smith
- Kim Smith – Dickie Smith
- Angela Thorne – Betty Smith
- Mary Wimbush – Mary Smith